# مانويل في. مندوزا
مانويل في. مندوزا (بالإنجليزية: Manuel V. Mendoza)‏ هو عسكري أمريكي، ولد في 15 يونيو 1922 في ميامي في الولايات المتحدة، وتوفي في 12 ديسمبر 2001.